# Mahymobiles

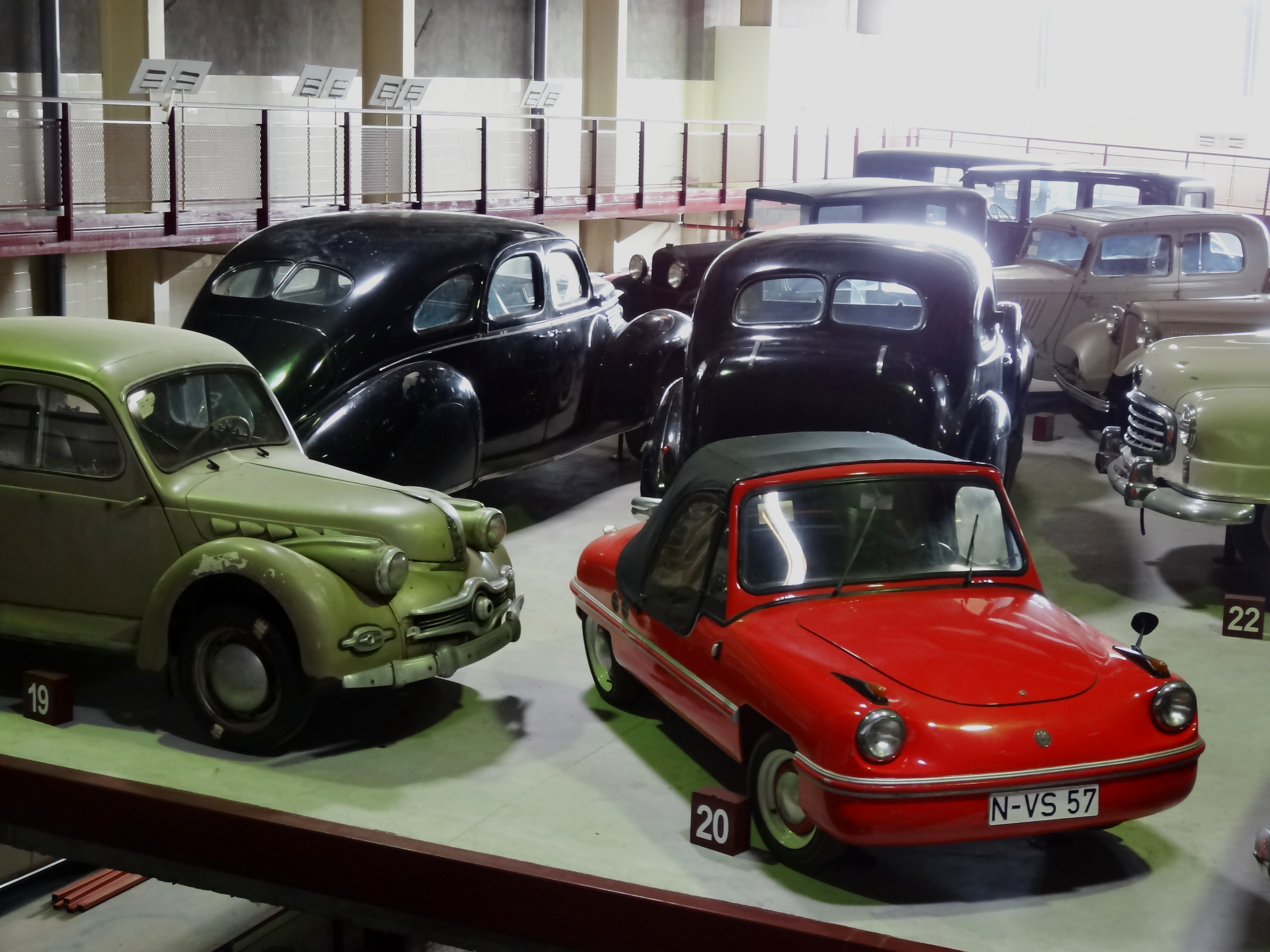
Mahymobiles

Mahymobiles (genauer Musée Communal de l’Automobile Mahymobiles) ist ein Automuseum im belgischen Leuze-en-Hainaut.
Es beherbergt die Sammlung von Ghislain Mahy.

## Geschichte
Der 1907 in Gent geborene Ghislain Mahy eröffnete 1932 einen Gebrauchtwagenhandel und gründete bald darauf zudem die erste Autovermietung für Selbstfahrer in Belgien. Zudem wurde er Händler für verschiedene Fabrikate: Nash, Simca, Fiat. 1938 zog das Unternehmen in das ehemalige Winterquartier eines Zirkus in Gent.
Im Jahr 1944 kaufte Mahy ein Motorrad der Marke FN und ein Ford T-Modell. Beide Fahrzeuge bildeten die Grundlage seiner Sammlung. Zehn Jahre später umfasste die Sammlung bereits 35 Fahrzeuge. Die Sammlung wuchs im Laufe der folgende Jahrzehnte auf insgesamt rund 950 Fahrzeuge an.
Anfang der 1960er Jahre begann die Suche nach einem neuen Standort, der auch Besuchern offenstehen sollte. Nachdem ein 1964 erworbenes Bowlingzentrum in Gent nicht als Museum genutzt werden durfte, einigte man sich mit der Gemeinde Houthalen in der Provinz Limburg auf den Bau eines Museums, das im Juli 1970 als Provinciaal Automuseum van Houthalen eröffnet wurde. Es handelte sich um das erste Automuseum in Belgien.
Das Museum in Houthalen wurde 1983 aus wirtschaftlichen Problemen zunächst geschlossen. Anschließend wurde das Museum von der Familie, die 1978 bereits die Stiftung Autocollection Ghislain Mahy gegründet hatte, übernommen und unter der Geschäftsleitung von Ivan Mahy (dem Sohn von Ghislain Mahy) wieder in die Gewinnzone geführt. Als die Provinz 1985 die Miete drastisch erhöhte, zog die Sammlung nach Brüssel in die 1986 eröffnete Autoworld um.
Im dortigen Gebäude, in dem bereits von 1902 bis 1934 der Brüsseler Autosalon stattfand, wurde eine Ausstellungsfläche von 800 m² zur Verfügung gestellt. Hier werden bis heute rund 200 Exponate der Sammlung Mahy ausgestellt.
Rund 800 weitere Fahrzeuge befanden sich bei Eröffnung der Autoworld immer noch im Winterzirkus in Gent. 1996 wurde Ivan Mahy auf das Gebäude einer früheren Textilfabrik in Leuze aufmerksam.
Nach mehrjährigen Umbauarbeiten wurde das Museum in Leuze-en-Hainaut 2000 eröffnet.
Derzeit sind auf 6000 m² in sechs Hallen mehr als 300 Fahrzeuge ausgestellt. Das Gebäude ist von einem fünf Hektar großen Parkgelände umgeben.